# Campo sportivo di Falciano
Il campo sportivo di Falciano è uno stadio calcistico della Repubblica di San Marino situato a Falciano nel castello di Serravalle, ha una lunghezza di 76 metri per una larghezza di 36.